# 칼 어스킨
칼 대니얼 어스킨(영어: Carl Daniel Erskine, 1926년 12월 13일~2024년 4월 16일)은 "오이스크"(영어: Oisk)라는 별명으로 알려진 미국의 프로 야구 선수이다. 1948년부터 1959년까지 메이저 리그 베이스볼(MLB)의 브루클린/로스앤젤레스 다저스에서 우완 투수로 뛰었다. 다저스가 내셔널 리그 우승을 다섯 차례 차지하고 1955년 월드 시리즈에서 우승했을 때 팀의 주축 투수였다.
1953년에 정규 시즌 20승을 달성했고 월드 시리즈 경기에서 14탈삼진을 잡아내며 월드 시리즈 단일 경기 최다 탈삼진 기록을 수립했다. 이듬해인 1954년에는 올스타에 선정되었고, 1952년과 1956년에 각각 노히트 노런을 한 차례씩 달성했다.
야구계에서 은퇴한 뒤에는 기업체 간부, 작가로 활동했다. 특히 다운 증후군을 갖고 태어난 자신의 아들 지미와 같은 발달 장애를 겪고 있는 사람들을 돕기 위한 스페셜 올림픽과 자선 단체 활동에 깊이 몰두했다. 2024년에 사망했는데, 1950년대 브루클린 다저스를 다룬 서적 보이스 오브 서머에 등장하는 선수들 중 가장 오래 살았다.